# Arcadia (Michigan)
Arcadia – jednostka osadnicza w Stanach Zjednoczonych, w stanie Michigan, w hrabstwie Manistee.